# Lac Sincennes
Pour les articles homonymes, voir Sincennes.
Le Lac Sincennes est situé dans le Zec Frémont, dans le canton Sincennes, dans le territoire de La Tuque, en Mauricie, au Québec, au Canada. La vocation de ce lac sauvage et du territoire environnant est la foresterie et les activités récréo-touristiques.

## Géographie
Le lac Sincennes est situé en milieu forestier à 77 km à l'ouest de La Tuque, à 53,8 km à l'est de Parent, à 4 km au nord du lac Mondonac, à 13,5 km au sud-est du lac Manouane et 6,5 km au sud-est du lac Châteauvert.
Le lac est entouré de montagne de 420 m et 440 m. 
D'une longueur de 6,4 km (sens nord-est au sud-est) et d'une largeur maximale de 3,1 km, le lac Sincennes reçoit par le nord les eaux du lac du Régal et par le sud, les eaux des lacs Pawn et Hemlock. Son principal tributaire est la décharge (longue de 0,8 km) du lac du Portage (long de 1,1 km) ; cette décharge se déverse au sud du lac Sincennes, au fond d'une baie de 2,4 km de longueur. L'embouchure du lac Sincennes est située au fond de la baie nord. Sa décharge coule sur 2,2 km (en ligne directe) vers le nord-ouest. Ses eaux rejoignent le lac Châteauvert et subséquemment la rivière Manouane.
Le lac Sincennes comporte une grande île au nord et quelques petites îles situées face à une presqu'île du côté sud. Le barrage Sincennes est situé à l'exutoire du lac Sincennes, et appartient au Gouvernement du Québec.

## Toponymie
Les désignations toponymiques du lac et du canton Sincennes ont été choisies en mémoire de Jacques-Félix Sincennes (1818-1876). Descendant d'ancêtres acadiens, cet homme d'affaires est né à Deschambault au sud-ouest de la ville de Québec et a été député conservateur du comté de Richelieu sous l'Union (1858-1861). Il a été cofondateur d'une compagnie de touage maritime (Sincennes-MacNaughton Line) et comme administrateur de la compagnie du Richelieu. En 1875, avec un compétiteur, il constitue la compagnie de navigation du Richelieu et de l'Ontario qui deviendra la Canada Steamship Lines en 1913.
Au Canada, les ancêtres des gens portant le patronyme Sincennes, ou Saincennes, sont surtout originaires de Saint-Seine-l'Abbaye, (France), village bourguignon où un saint homme du nom de Seine a fondé un monastère dès le VIe siècle, non loin des sources de la Seine, fleuve français traversant Paris, la capitale de la France. Ce toponyme paraît sur une carte régionale datant de 1940.
Le toponyme "Lac Sincennes" a été inscrit le 5 décembre 1968, à la Banque des noms de lieux de la Commission de toponymie du Québec.